# Domingo French
Domingo French (Buenos Aires, 1774 – id., 1825) est un militaire argentin, protagoniste de la révolution de Mai et combattant de la guerre d’indépendance de l’Argentine.
Domingo French est habituellement considéré, avec Antonio Beruti, comme le créateur de la cocarde bleu et blanc de l’Argentine, et certes, dans la matinée du 25 mai 1810, dernier jour de la semaine de Mai et épilogue de la révolution de Mai, l’un et l’autre distribuaient, en compagnie d’un groupe d’émeutiers dénommés les chisperos, des rubans destinés à identifier les patriotes admis à pénétrer sur la Plaza Mayor, l’actuelle Plaza de Mayo ; la cocarde argentine cependant fut créée et instituée dans sa forme actuelle par leur commun ami Manuel Belgrano.

## Débuts
Durant son adolescence, il partageait son temps entre les études et le commerce, activité à laquelle se vouait son père. En 1802, il se fit le premier postier de Buenos Aires.
Lors de la première des offensives anglaises contre le Río de la Plata et Buenos Aires en 1806, il organisa de concert avec Juan Martín de Pueyrredón le corps de Hussards. En raison de sa vaillance dans le combat, le vice-roi d’alors, Jacques de Liniers, l’éleva en 1808 au grade de lieutenant-colonel.

## La révolution de Mai
Pendant la semaine de Mai, il appuya avec ardeur la révolution en cours. La journée du 21 mai, la Plaza de la Victoria (nom que prit la Plaza Mayor après la victoire sur les Britanniques, aujourd'hui Plaza de Mayo) fut occupée par quelque six cents hommes armés emmenés par lui et par Antonio Luis Beruti et réunis sous l’appellation de chisperos, qui réclamèrent à cris la convocation d’un cabildo ouvert et la destitution du vice-roi Cisneros. Intimidé par le tumulte sur la place, le vice-roi accepta la tenue d’un cabildo ouvert pour le lendemain et requit Cornelio Saavedra, commandant du Régiment de Patriciens, de tranquilliser la population présente sur la place ; Saavedra fit part aux chisperos de la tenue d’un cabildo ouvert pour le 22 mai, tout en exhortant les esprits à se calmer.
Pour s’assurer de réaliser leurs desseins, les chisperos manipulèrent la liste des invités au cabildo ouvert et empêchèrent les invités appartenant au camp royaliste de pénétrer dans le bâtiment. Lors de ces journées, French et Beruti, entourés de leurs chisperos, commencèrent à distribuer sur la Plaza de la Victoria les fameux rubans (escarapelas) en guise d’insigne pour différencier les patriotes des royalistes. Selon la tradition, les rubans étaient de couleur bleu ciel et blanc, toutefois, selon certains témoignages, les couleurs choisies étaient le blanc, en signe d’union entre Européens et Américains (criollos), et le rouge, symbolisant la guerre.
Lorsque, le 24 mai, le Cabildo constitua une junte de gouvernement présidée par Cisneros, French s’y opposa, et devant le rejet général, la junte dut être dissoute. Dans la matinée du 25, des groupes d’habitants, avec l’appui des chisperos, se rassemblèrent sur la place réclamant le renvoi définitif de Cisneros et la formation d’une nouvelle junte. Celle-ci sitôt formée, French se manifesta en faveur de la faction moréniste, la plus radicale. Il se vit confier la création d’un corps d’infanterie, dénommé de América, mais que l’on aurait bientôt coutume de désigner par la Estrella, compte tenu que les soldats portaient une étoile (estrella) au bras droit. French accompagna Juan José Castelli à Córdoba et c'est lui qui exécuta la sentence de mort prononcée contre son ancien chef d'armes Jacques de Liniers et ses complices, qui par fidélité à leur serment au roi d'Espagne, ne s'étaient pas rangés derrière la junte et organisaient une contre-révolution.

## Guerre d'indépendance et exil
En 1811, la Junta Grande prit la succession de la Première Junte. Ce nouvel exécutif ayant incorporé en son sein les députés provinciaux, plus favorables à Cornelio Saavedra, rival de Moreno, la faction moréniste en sortit affaiblie, et les décisions politiques ne pouvaient plus dès lors se prendre seulement en fonction des intérêts portuaires et commerciaux de Buenos Aires et de ses habitants, mais l’on devait avoir égard désormais au pays tout entier à travers ses représentants. Les 5 et 6 avril 1811, une manifestation populaire, se réclamant de Saavedra, exigea l’évincement complet du clan moréniste et des mesures en faveur du pays dans son ensemble, et non plus de la seule Buenos Aires et de son élite. Cette révolution, dite des banlieusards (en esp. de orilleros), entraîna la mise à pied de French et des autres morénistes et leur bannissement en Patagonie. Après le départ de Saavedra pour une mission militaire, la faction moréniste, reprenant vigueur, réussit à reprendre le pouvoir, et French put alors revenir en 1812 et réintégrer l’armée. Il prit part au siège victorieux de Montevideo en 1814 et conduisit des renforts à l’armée du Nord (en esp. Ejército del Norte) de José Rondeau en 1815, et contribua à faire se réconcilier Rondeau et Martín de Güemes.
Par la suite, il s’opposa à la politique du Directoire, dénonça la conspiration de Carlos de Alvear au Brésil, puis répudia le Directeur suprême Juan Martín de Pueyrredón, ce qui lui valut d’être poursuivi et exilé aux États-Unis en février 1817, en même temps que Manuel Dorrego. Il revint à Buenos Aires en 1819 et réintégra une nouvelle fois l’armée. Il participa à la bataille de Cañada de la Cruz (es), mais fut fait prisonnier. Après sa libération, il se retira à Buenos Aires, où il mourut le 4 juin 1825.